# Inhoulets (Ukraine)
Pour les articles homonymes, voir Ingoulets (homonymie).
Inhoulets (en ukrainien : Інгулець (Кривий Ріг)) est une ville du raïon de Kryvyï Rih, oblast de Dnipropetrovsk en Ukraine. Sa population s'élevait à 62,173 habitants au 2001.

## Géographie

### Transports
La gare d'Inhoulets qui est une fin de réseau et dessert Kryvyï Rih.

## Population
Classée comme ville entre le 20 Octobre 1956 et le 23 octobre 2002 et depuis un secteur peuplé. 